# 유럽 연합 집행위원장
유럽 연합 집행위원장(영어: President of the European Commission) 또는 유럽 위원장은 유럽 연합의 산하 기관인 집행위원회의 수반이다. 1958년 1월 1일에 신설되었으며 임기는 5년이다. 집행위원장은 유럽 이사회, 유럽 의회가 임명한다. 2022년 4월 기준 집행위원장은 독일 출신의 우르줄라 폰데어라이엔으로, 2019년 11월 1일 취임하였다.
유럽 연합의 직책 중에서 가장 강력한 권한을 갖고 있다. 집행위원회의 위원의 담당 직무를 배정하고 필요한 경우에는 담당 직무를 변경하거나 위원을 해임할 권한을 갖는다. 또한 집행위원회의 정책과 법안을 마련한다.
집행위원장은 위원회와 함께 위원장에 대한 불신임을 결의할 수 있는 유럽 의회에 대한 책임을 진다.

## 역대 위원장
| 소속 정당 그룹: 좌파 계열 자유주의 계열 우파 계열 |

| 유럽 연합 집행위원장 | 유럽 연합 집행위원장                        | 유럽 연합 집행위원장 | 유럽 연합 집행위원장 | 유럽 연합 집행위원장                    | 유럽 연합 집행위원장               | 유럽 연합 집행위원장               |
| 대수                 | 이름                                        | 이름                 | 출신 국가            | 소속 정당                               | 기간                               | 임기                               |
| -------------------- | ------------------------------------------- | -------------------- | -------------------- | --------------------------------------- | ---------------------------------- | ---------------------------------- |
| 1                    | 발터 할슈타인 (할슈타인 위원회)             |                      | 서독                 | 유럽 국민당 (독일 기독교민주연합)       | 1                                  | 1958년 1월 1일 ~ 1962년 1월 9일    |
| 1                    | 발터 할슈타인 (할슈타인 위원회)             | 2                    | 서독                 | 유럽 국민당 (독일 기독교민주연합)       | 1962년 1월 9일 ~ 1967년 6월 30일   |                                    |
| 2                    | 장 레이 (레이 위원회)                       |                      | 벨기에               | 자유개혁당 (유럽 자유 민주 개혁당 그룹) | 3                                  | 1967년 7월 2일 ~ 1970년 7월 1일    |
| 3                    | 프란코 마리아 말파티 (말파티 위원회)        |                      | 이탈리아             | 유럽 국민당 (기독교민주당)              | 4                                  | 1970년 7월 2일 ~ 1972년 3월 1일    |
| 4                    | 시코 만스홀트 (만스홀트 위원회)             |                      | 네덜란드             | 사회민주진보동맹 (노동당)               | 5                                  | 1972년 3월 22일 ~ 1973년 1월 5일   |
| 5                    | 프랑수아그자비에 오르톨리 (오르톨리 위원회) |                      | 프랑스               | 유럽 민주 진보당 (공화국민주연합)       | 6                                  | 1973년 1월 6일 ~ 1977년 1월 5일    |
| 6                    | 로이 젱킨스 (젱킨스 위원회)                 |                      | 영국                 | 사회민주진보동맹 (노동당)               | 7                                  | 1977년 1월 6일 ~ 1981년 1월 19일   |
| 7                    | 가스통 토른 (토른 위원회)                   |                      | 룩셈부르크           | 유럽 자유 민주 동맹 (민주당)            | 8                                  | 1981년 1월 20일 ~ 1985년 1월 6일   |
| 8                    | 자크 들로르 (들로르 위원회)                 |                      | 프랑스               | 유럽 사회당 (사회당)                    | 9                                  | 1985년 1월 7일 ~ 1989년            |
| 8                    | 자크 들로르 (들로르 위원회)                 | 10                   | 프랑스               | 유럽 사회당 (사회당)                    | 1989년 ~ 1995년 1월 24일           |                                    |
| 9                    | 자크 상테르 (상테르 위원회)                 |                      | 룩셈부르크           | 유럽 국민당 (기독사회인민당)            | 11                                 | 1995년 1월 25일 ~ 1999년 3월 15일  |
| -                    | 마누엘 마린 (마린 임시 위원회)              |                      | 스페인               | 유럽 사회당 (스페인 사회노동당)         | 11                                 | 1999년 3월 15일 ~ 1999년 9월 17일  |
| 10                   | 로마노 프로디 (프로디 위원회)               |                      | 이탈리아             | 유럽 자유 민주 동맹 (민주주의자)        | 11                                 | 1999년 9월 17일 ~ 2000년 1월 22일  |
| 10                   | 로마노 프로디 (프로디 위원회)               | 12                   | 이탈리아             | 유럽 자유 민주 동맹 (민주주의자)        | 2000년 1월 22일 ~ 2004년 11월 22일 |                                    |
| 11                   | 조제 마누엘 두랑 바호주 (바호주 위원회)     |                      | 포르투갈             | 유럽 국민당 (사회민주당)                | 13                                 | 2004년 11월 22일 ~ 2014년 11월 1일 |
| 12                   | 장클로드 융커 (융커 위원회)                 |                      | 룩셈부르크           | 유럽 국민당 (기독사회인민당)            | 14                                 | 2014년 11월 1일 ~ 2019년 11월 1일  |
| 13                   | 우르줄라 폰데어라이엔 (폰데어라이엔 위원회) |                      | 독일                 | 유럽 국민당 (독일 기독교민주연합)       | 15                                 | 2019년 11월 1일 ~                  |

## 같이 보기
- 유럽 이사회 의장
- 유럽 의회 의장
- 유럽 연합 이사회 의장국